# ثروت (فیلم)
ثروت (انگلیسی: Wealth) یک فیلم به کارگردانی ویلیام دزموند تیلور است که در سال ۱۹۲۱ منتشر شد.